# ハンムラビ法廷〜初恋はツンデレ判事!?〜
『ハンムラビ法廷〜初恋はツンデレ判事!?〜』（ハンムラビほうてい はつこいはツンデレはんじ、미스 함무라비）は、韓国JTBCで2018年5月21日から2018年7月16日まで放映されたドラマで、ムン・ユソク判事の同名の小説を原作としている。テレビ東京の韓流プレミアで放送された際は副題なしの『ハンムラビ法廷』のタイトルで放送された。

## あらすじ
「強い者に強く、弱い者に弱い裁判所」を夢見る理想主義熱血初任判事チャオルムと、超エリート判事イム・バルン、そして世界の重量を知る現実的な部長判事ハン・セサン。このように異なる3人が裁判所で繰り広げる生活密着型の法廷ドラマである。

## 登場人物
括弧内は日本語吹替版声優。

### 主要人物
- パク・チャオルム：コ・アラ（Ara）（世戸さおり）

初任判事。ソウル中央地裁民事第44部の左陪席判事
- イム・バルン：キム・ミョンス（エル）（三浦祥朗）

超エリート判事。ソウル中央地裁民事第44部の右陪席判事
- ハン・セサン：ソン・ドンイル（さかき孝輔）

ソウル中央地裁民事第44部部長判事
- チョン・ボワン：リュ・ドックァン（朝鮮語版）（石狩勇気）

顔の広い判事。ソウル中央地裁民事第43部の右陪席判事
- イ・ドヨン：イ・エリヤ（朝鮮語版）（かとうあずさ）

速記実務官。ソウル中央地裁民事第44部
- ミン・ヨンジュン：イ・テソン（角田雄二郎）

財閥2世。NJグループの後継者

### ソウル中央地裁首脳部
- 首席部長：アン・ネサン（丸山智行）

ソウル中央地裁首席部長判事
- ソン・ゴンチュン：チャ・スンベ（朝鮮語版）

ソウル中央地裁第49部部長判事
- ペ・ゴンテ：イ・ウォンジョン（朝鮮語版）（中村和正）

ソウル中央地裁第43部部長判事（特別出演）
- 裁判長：キム・ホンパ（朝鮮語版）

ソウル中央地裁所長（特別出演）

## 日本での放送
- テレビ東京（2019年9月）
- テレビ大阪（2019年11月）
- フジテレビTWO（2019年11月）
- BS11（2019年12月）
- TVQ九州放送（2022年2月）
- テレ朝チャンネル1（2022年2月）
- サンテレビ（2022年3月）